# 佩德拉薩 (哥倫比亞)
佩德拉薩是哥倫比亞的城鎮，位於該國北部，由馬格達萊納省負責管轄，距離首府聖瑪爾塔215公里，始建於1908年12月27日，面積445平方公里，海拔高度25米，2005年人口7,885。

## 经济
佩德拉萨的主要经济活动是农业，重点是饲养家畜，如牛、猪、马、山羊和骡。该地区的经济也包括农业生产，主要作物有木薯、玉米、番茄和豆类。此外，当地在众多的沼泽和溪流中也开展手工渔业活动。

## 外部連結
- （西班牙文） Pedraza official website
- （西班牙文） Gobernacion del Magdalena - Pedraza

10°11′N 74°55′W / 10.183°N 74.917°W